# Sant Andreu de Palomar
 (septembre 2022).
Si vous disposez d'ouvrages ou d'articles de référence ou si vous connaissez des sites web de qualité traitant du thème abordé ici, merci de compléter l'article en donnant les références utiles à sa vérifiabilité et en les liant à la section « Notes et références ».
San Andrés de Palomar, (en catalan et officiellement Sant Andreu de Palomar) est un quartier et le noyau le plus ancien du district de Sant Andreu de Barcelone. Ancienne commune indépendante avec plus de 1000 ans d'histoire documentée, elle a été annexée à Barcelone le 20 avril 1897.
Elle a une superficie de 174 hectares et compte environ 55 000 habitants. Ses limites sont : la rue Rovira i Virgili, ancienne Riera de Horta, le paseo de Santa Coloma, l'avenue Méridienne, et les voies ferrées.

## Histoire
La première mention écrite date de 992, année où un document de permutation d'un héritage mentionne un lieu appelé Palomar. En 1034, les noms de Saint André, patron de la paroisse, et de Palomar apparaissent ensemble. Les limites de l'ancien village de San Andrés de Palomar allaient de la rivière Besós jusqu'à la serra de Collserola, et de Montcada i Reixac au nord jusqu'à San Martín de Provensals au sud. La riera de Horta faisait office de frontière avec la commune voisine de San Martín. Situé dans une plaine aux terres fertiles, son activité principale était l'agriculture. L'irrigation était possible grâce à la Acequia Condal, un canal construit vers l'année 954 par le comte Miró I pour conduire l'eau de Moncada à Barcelone. Aux XIe, XIIe et XIIIe siècles, un premier noyau d'habitations s'est constitué autour de l'église.
Au XVIe, on peut déjà parler de mas disséminés dans la délimitation du village de San Andrés de Palomar. Les paysans de San Andrés sont issus de la location ou de la cession de terres par une classe moyenne organisée. Avec le temps, différentes rues se sont formées autour de la rue Mayor, ancienne voie romaine. L'industrialisation à la fin du XIXe et au début du XXe a conduit à l'établissement d'entreprises importantes à San Andrés, comme la textile Fabra et Coats, La Maquinista, Fabricación Nacional de Colorantes, et de nombreuses petites entreprises et ateliers.
Le 20 avril 1897, la reine régente Marie-Christine, presque par surprise, signe le Décret d'Agrégation qui annexe le village de San Andrés de Palomar à la municipalité de Barcelone, comme beaucoup d'autres villages. Cette agrégation a également concerné Gràcia, Sants, Les Corts, Horta, San Martín de Provensals, Sant Gervasi de Cassoles et plus tard Sarrià.
En 1995, les installations de l'usine Fabra et Coats ont été récupérées pour devenir un centre culturel du quartier. Ce sont 6000 mètres carrés sur quatre étages de forme rectangulaire où se trouve également la nouvelle bibliothèque.

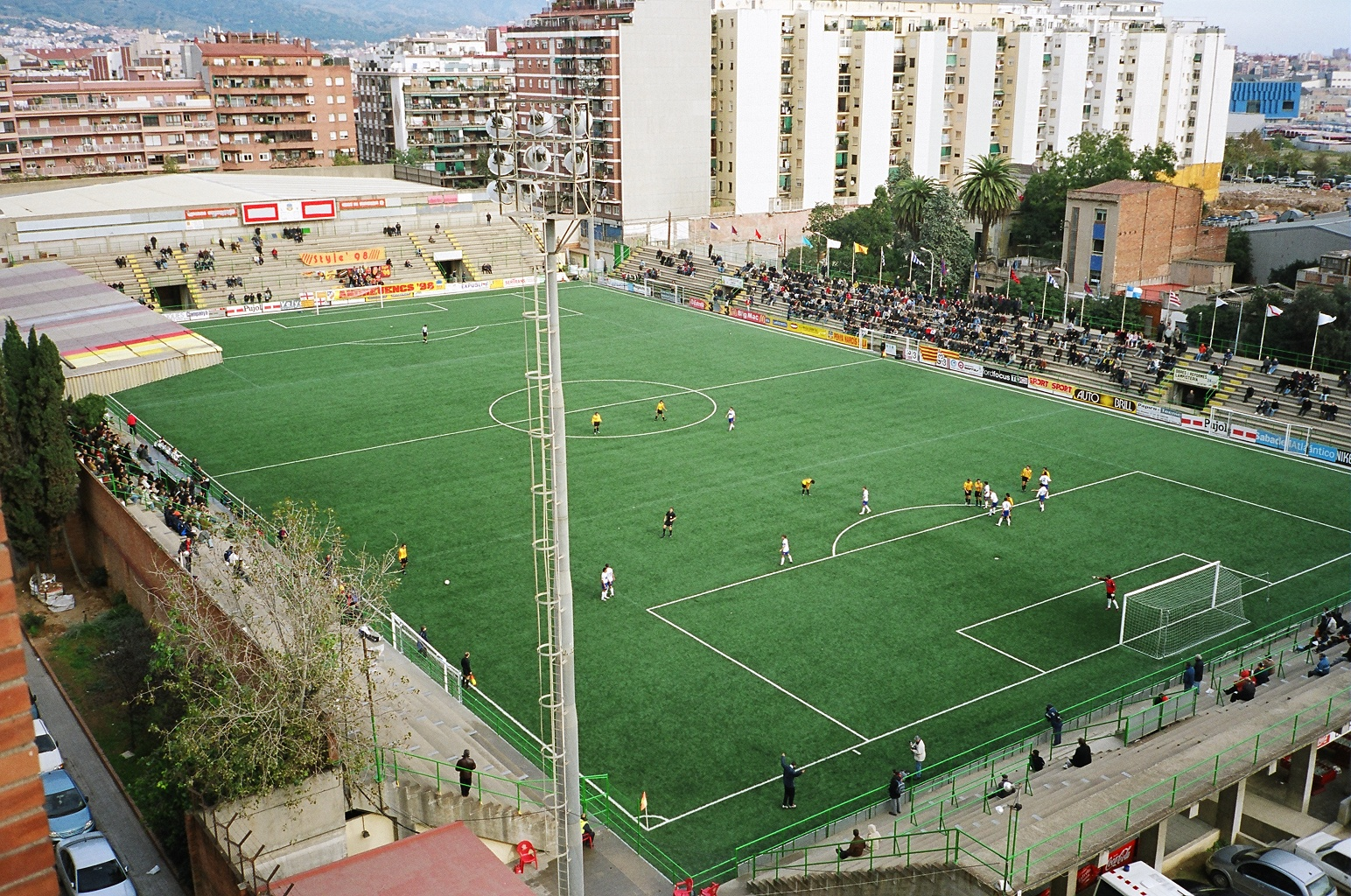
Stade Narcís Sala de l'UE Sant Andreu.

Le quartier est connu pour son initiative associative, principalement dans le domaine des activités sportives, comme la Unió Esportiva Sant Andreu, qui dispose du Stade Narcís Sala avec une capacité de 6.550 spectateurs et le Club de Natation Sant Andreu. L'ancien local de l'Ateneo Obrero de San Andrés abrite actuellement le siège de l'Agrupación Ferroviaria de Barcelona.

## Géographie humaine

### Démographie
Modèle:Graphique d'évolution

## Personnalités célèbres
- Narcisse Basté Basté († 1936), prêtre jésuite martyr à Paterna lors de la guerre civile espagnole, béatifié en 2001 par le pape Jean-Paul II[3].

## Églises

### Paroisse de San Andrés
La première mention du temple de San Andrés date du Xe, qui a été assailli et détruit par Almanzor en 985. Une nouvelle église romane a été construite et consacrée en 1105 par l'évêque Berenguer de Barcelone. Elle a de nouveau été détruite par les almoravides et reconsacrée par Saint Olegarius en 1132. De cette paroisse sont sortis le 8 juin 1640 les faucheurs avec l'image du Saint Christ pour protester contre le vice-roi Comte de Santa Coloma, qu'ils ont tué lors du célèbre Corpus de Sang. En 1881, il a été décidé de l'agrandir, en confiant les travaux à l'architecte andrésien Pedro Falqués, qui lui a donné une apparence entre classiciste et éclectique. La tour du clocher intégrée à l'extrémité gauche de la façade principale et le ciborium quadrangulaire de 68 mètres de haut sont les deux éléments les plus remarquables de sa physionomie. Pendant la Semaine tragique de 1909 et pendant la guerre civile de 1936, elle a de nouveau subi de graves incendies, qui ont surtout détruit la décoration intérieure. Entre 1954 et 1960, le peintre local Josep Verdaguer a été chargé de peindre les fresques, représentant la vie de Saint André et des scènes bibliques.

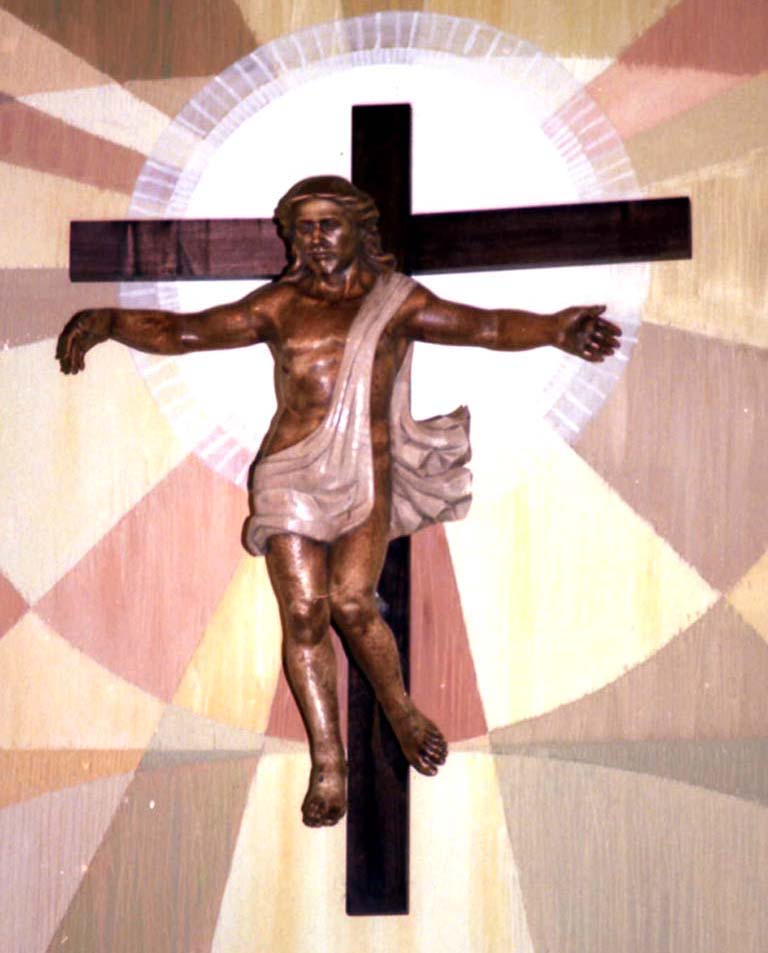
Christ ressuscité à San Paciano

### Paroisse de San Paciano
Construite par l'architecte Joan Torras i Guardiola et inaugurée en 1881, elle est de style néogothique, d'une seule nef et est couverte de voûtes en ogives nervurées. Les fenêtres sont également de style gothique. L'ensemble présente un aspect très sobre. Elle a été incendiée lors de la Semaine tragique de 1909 et a été rouverte au culte en 1922, la construction du clocher ayant alors eu lieu. Le sol en mosaïque a été dessiné par Antoni Gaudí et restauré en 1988. En 1985, le sculpteur Medina Ayllón a sculpté un Christ ressuscité pour l'abside, qui a été placé au-dessus de la fresque du peintre Eduald Serrasolses de San Andrés.
Le cimetière de Sant Andreu, cimetière historique moderniste du quartier créé en 1934, est désormais rattaché au district limitrophe de Nou Barris.